# Cheiracanthium tetragnathoide
Cheiracanthium tetragnathoide là một loài nhện trong họ Miturgidae.
Loài này thuộc chi Cheiracanthium. Cheiracanthium tetragnathoide được Lodovico di Caporiacco miêu tả năm 1949.